# Anglesola
Anglesola è un comune spagnolo di 1 219 abitanti situato nella comunità autonoma della Catalogna.